# Frederic del Regne Unit (príncep de Gal·les)
Frederic del Regne Unit (Hannover, Electorat de Hannover, 20 de gener de 1707 - Londres 1751) va ser príncep de Gal·les i hereu al tron de la Regne de la Gran Bretanya i de l'electorat de Hannover.
Nascut a Hannover, Sacre Imperi Romanogermànic (Alemanya), el dia de l'any 1707, essent fill del rei Jordi II del Regne Unit i de la marcgravina Carolina de Brandenburg-Ansbach. Frederic Lewis era net per via paterna del rei Jordi I del Regne Unit i de la duquessa Sofia Dorotea de Brunsvic-Lüneburg i per via materna del marcgravi Joan Frederic de Brandenburg-Ansbach i de la princesa Elionor de Saxònia-Eisenach.
El dia 8 de maig de l'any 1736 contragué matrimoni al Palau de Saint James de Londres amb la princesa Augusta de Saxònia-Gotha, filla del duc Frederic II de Saxònia-Gotha-Altenburg i de la princesa Magdalena Augusta d'Anhalt-Zerbst. La parella tingué nou fills:
- SAR la princesa Augusta del Regne Unit, nascuda a Londres el 1737 i morta a la capital anglesa el 1813. Contragué matrimoni a Londres el 1764 amb el duc Carles II de Brunsvic-Wolfenbüttel.
- SM el rei Jordi III del Regne Unit, nascut a Norfolk House (Norfolk) el 1738 i mort al Castell de Windsor el 1820. Es casà amb la duquessa Carlota de Mecklenburg-Strelitz.
- SAR el príncep Eduard del Regne Unit, duc de York, nascut a Londres el 1739 i mort a Mònaco el 1767.
- SAR la princesa Elisabet del Regne Unit, nascuda a Norfolk House (Norfolk) el 1740 i morta al Palau de Kew el 1759.
- SAR el príncep Guillem del Regne Unit, nat a Leicester House el 1743 i mort a Gloucester House el 1805. Es casà l'any 1766 a Londres amb Maria Walpole, comtessa viuda de Waldegrave.
- SAR el príncep Enric del Regne Unit, nat a Leicester House el 1745 i mort a Cumberland House el 1790. Es casà el 1771 amb lady Anne Luttrell.
- SAR la princesa Lluïsa del Regne Unit, nada a Leicester House el 1749 i morta el 1768 a Carlton House.
- SAR el príncep Frederic del Regne Unit, nat a Leicester House el 1750 i mort el 1765 a Leicester House.
- SAR la princesa Carolina Matilde del Regne Unit, nada a Leicester House el 1751 i morta a Celle el 1775. Es casà amb el rei Cristià VII de Dinamarca.

El príncep Frederic de Gal·les passà a la història per les males relacions que mantingué amb el seu pare. Aquestes males relacions es fonamenten en la distància que sempre existí entre els dos causada, en part, pel fet que el príncep Frederic cresqué i s'educà lluny del seu pare. Frederic era el preferit del seu avi patern, el primer rei Hannover d'Anglaterra i com a tal, Jordi I del Regne Unit el creà representant dels seus interessos a l'electorat de Hannover.
No fou fins a l'any 1728, un any després de la coronació del seu pare com a rei de la Gran Bretanya, que Jordi II autoritzà el seu fill a instal·lar-se a Anglaterra. Malgrat tot, el príncep Frederic es resistí a adoptar el títol de príncep de Gal·les, característic dels príncep hereus al tron britànic, i seguí emprant el de príncep de Hannover i ocasionalment el de duc d'Edimburg que li concedí el seu avi l'any 1725.
El príncep Frederic creà i patrocinà una cort oposada a la del seu pare amb base a Leicester House, la seva residència londinenca. A la seva cort alternativa de Leicester House patrocinà les arts i en especial la música. L'animadversió creixent entre la Cort i la Cort alternativa del príncep de Gal·les afavorí el príncep Guillem, Duc de Cumberland, que esdevingué el candidat preferit per la Cort.
Malgrat tot, una de les principals diferències que separaven al rei Jordi II del Regne Unit del seu fill, el príncep de Gal·les, fou la seva actitud vers Anglaterra. Des de l'arribada del primer Hannover a Anglaterra la dinastia hagué de realitzar un intens treball d'anglicització. Si tant el rei Jordi I del Regne Unit i el rei Jordi II del Regne Unit mostraren una clara animadversió per Anglaterra interessant-se més pel seu estat patrimonial, l'electorat de Hannover, i negant-se a parlar anglès a la Cort, el príncep Frederic es mostrà molt pròxim al seu país d'acollida interessant-se per l'anglès, parlant-lo i esdevenint un dels grans amants del cricket.
La qüestió econòmica també fou crucial per entendre la relació paternofilial. Si com a príncep de Gal·les li corresponien les grans rendes procedents del Ducat de Cornualles, el rei es negà a atorgar-li fons extraordinaris la qual cosa provocà l'augment important dels deutes de la hisenda del príncep. El Parlament hagué d'intervenir i ho feu en favor del príncep la qual cosa augmentà considerablement la tibantor entre pare i fill. L'any 1737 el príncep fou desterrat de la cort i s'instal·là a Cliveden.
El príncep morí a Londres l'any 1751 i va ser enterrat a l'Abadia de Westminster.